# Situs inversus
Il situs inversus  è una condizione congenita dove gli organi sono invertiti in modo speculare rispetto alla loro usuale posizione, che è detta invece situs solitus, ed è caratterizzata da destrocardia, fegato a sinistra e milza a destra.
La dineina è la proteina determinante per l'induzione della lateralizzazione: essa è infatti costituente dei flagelli che creano, nell'embrione, le correnti attraverso le quali gli ormoni inerenti allo sviluppo dell'individuo vengono direzionati secondo un ordine preciso.
Se il gene codificante la proteina, e la proteina stessa, sono funzionanti, l'organismo sarà "destro". Altrimenti si ha il situs inversus, che può essere globale, speculare (situs viscerum inversus), o parziale (situs ambiguus).
La prevalenza del situs inversus varia all'interno delle diverse popolazioni, ma è comunque meno di 1 caso ogni 10 000 persone.

## Caratteristiche anatomiche
Questa condizione coinvolge tutte le principali strutture che si trovano all'interno del torace e dell'addome. Di solito, gli organi sono semplicemente traslati sul piano sagittale. Il cuore, che usualmente si trova al centro della cavità toracica con l'apice rivolto sul lato sinistro (levocardia), in questo caso presenta l'apice rivolto sul lato destro (destrocardia). Lo stomaco e la milza si presentano sul lato destro dell'addome e il fegato e la cistifellea sul lato sinistro. Anche i polmoni risultano invertiti, con il polmone di sinistra trilobato e il polmone di destra bilobato, e assieme a essi anche vasi sanguigni, nervi, linfatico e intestino sono speculari.
Come detto, solitamente si ha:
- situs inversus totalis quando tutti i visceri sono spostati specularmente rispetto alla normale (1 caso su 8 000 persone).
- situs inversus partialis quando solo una parte dei visceri sono speculari alla normale (1 caso su 10 000 persone)
  - situs inversus con levocardia se il cuore invece risulta posizionato con l'apice sul lato sinistro del torace (1 caso su 22 000 persone).
  - Destrocardia o dexiocardia pura quando si ha solo il cuore speculare

Il situs inversus partialis della zona toracica presenta un più alto tasso di difetti congeniti cardiaci rispetto al situs inversus totalis.

## Trasmissione

Il situs inversus è trasmesso geneticamente in modo autosomico recessivo.

Il situs inversus può essere trasmesso geneticamente sia in modo autosomico recessivo che X-linked.

## Situs Viscerum Specularis
Son stati riportati casi particolari di coppie di gemelli monozigoti, monocoriali e monoamniotici, quindi identici, con posizione degli organi discordante (uno con sito rectus, l'altro con situs inversus).. Tale condizione è stata chiamata Situs Viscerum Specularis, e verrebbe causata, secondo la teoria maggiormente accettata, da una divisione tardiva dell'embrione (successiva ai dieci giorni di gestazione). Oltre al situs differente, gemelli nati in questo modo (chiamati solitamente "Gemelli Speculari" o "Gemelli a Specchio"), presentano specularità nell'aspetto fisico e nella lateralizzazione.

## Sindrome di Kartagener
Circa il 25% delle persone con situs inversus presenta una condizione di base chiamata discinesia ciliare primaria (PCD). La PCD è una disfunzione delle ciglia che si manifesta durante lo sviluppo embrionale. La funzione delle ciglia è quella di determinare la posizione degli organi interni durante le fasi precoci dello sviluppo embrionale, e perciò i soggetti con PCD hanno il 50% di possibilità di sviluppare il situs inversus. Se ciò accade, vengono ad avere la sindrome di Kartagener, caratterizzata dalla triade "situs inversus - sinusite cronica - bronchiectasie". Le ciglia hanno anche il compito di ripulire il polmone dal muco, e un loro cattivo funzionamento determina una maggiore suscettibilità alle infezioni polmonari, caratteristica infatti presente in questi soggetti. È possibile inoltre che tali individui, a causa della produzione di ciglia inefficienti, o del tutto assenti, manifestino sterilità in entrambi i sessi: nel maschio si ha produzione di spermatozoi privi di coda (che di fatto è un ciglio) e quindi incapaci di compiere efficacemente un moto ordinato; nel sesso femminile viene a mancare il moto ciliare all'interno delle tube di Falloppio, che concorre nel trasferimento dello zigote in cavità uterina, con conseguente associazione anche a maggior incidenza di gravidanza ectopica.

## Presentazione clinica
In assenza di cardiopatie congenite, i soggetti che presentano situs inversus sono fenotipicamente sani, e vivono una vita normale, con nessuna conseguenza correlata alla loro condizione medica.  Tra i soggetti con situs inversus totalis, la prevalenza di cardiopatie congenite è del 5-10%, tra le quali la più frequentemente riscontrata è la trasposizione dei grandi vasi. Il dato è diverso per i soggetti con situs inversus con levocardia, dove la prevalenza delle cardiopatie congenite raggiunge il 95%.